# أكمية نالية
أكمية نالية (الاسم العلمي: Aechmea nallyi) هو نوع نباتي يتبع جنس الأكمية من فصيلة البروميلية.